# 石井勢津子
石井 勢津子（いしい せつこ、1946年 - ）は、日本のホログラフィーアーティスト。日本のみならず、世界においてもホログラフィーの第一人者とされる。

## 略歴
1970年東京工業大学理学部応用物理学科卒業。1974年創形美術学校造形科卒後、1975年までパリ国立美術学校へ留学。1977年ホログラムに出会い、1981年にかけて東京工業大学の辻内順平教授の研究室で研究生として学ぶ。
平行して1980・1982・1985年ニューヨークのホログラフィー美術館にてアーティスト・イン・レジデンス、1981年に文化庁芸術家在外研修員、マサチューセッツ工科大学高等視覚研究所客員研究員。1987年に創形美術学校]パリ国際芸術家会館派遣員。2005年、東京工業大学にて学術博士取得。その後、2016年現在まで東京工業大学世界文明センター芸術学院の特任教授および愛知県立芸術大学の非常勤講師に就いている。

## 受賞歴
- 1988年 - シェアウォーター基金（アメリカ）よりホログラフィーアワード
- 1993年 - プルハイム市（ドイツ）よりヨーロピアンホログラフィーアワード[1]。
- 2000年- ニューヨーク市より第3回ホロセンターアワード

## 関連書籍
- 佐藤 慶次郎 (1983). 幻想と造形展―ホログラフィと振動の不思議な世界. 岐阜県美術館. ASIN B000J7BCPQ- 編集者